# Kabinett Laar II
Regierung der Republik Estland unter Ministerpräsident Mart Laar (Kabinett Laar II)
Dem Kabinett gehörten Minister aus drei Parteien an: der Pro Patria und Res Publica Union, der Estnischen Sozialdemokratischen Partei (ursprünglich zwei Parteien, die sich im Herbst 1999 vereinigten) und der Estnischen Reformpartei. 
Amtszeit: 25. März 1999 bis 28. Januar 2002
| Ressort                             | Name                 | Amtszeit              | Partei         |
| ----------------------------------- | -------------------- | --------------------- | -------------- |
| Ministerpräsident                   | Mart Laar            | 25.03.1999–28.01.2002 | Isamaaliit     |
| Bildungsminister                    | Tõnis Lukas          | 25.03.1999–28.01.2002 | Isamaaliit     |
| Justizminister                      | Märt Rask            | 25.03.1999–28.01.2002 | Reformierakond |
| Verteidigungsminister               | Jüri Luik            | 25.03.1999–28.01.2002 | Isamaaliit     |
| Umweltminister                      | Heiki Kranich        | 25.03.1999–28.01.2002 | Reformierakond |
| Kulturministerin                    | Signe Kivi           | 25.03.1999–28.01.2002 | Reformierakond |
| Landwirtschaftsminister             | Ivari Padar          | 25.03.1999–28.01.2002 | Mõõdukad       |
| Wirtschaftsminister                 | Mihkel Pärnoja       | 25.03.1999–05.10.2001 | Mõõdukad       |
| Wirtschaftsminister                 | Henrik Hololei       | 15.10.2001–28.01.2002 | parteilos      |
| Finanzminister                      | Siim Kallas          | 25.03.1999–28.01.2002 | Reformierakond |
| Innenminister                       | Jüri Mõis            | 25.03.1999–05.11.1999 | Isamaaliit     |
| Innenminister                       | Tarmo Loodus         | 09.11.1999–28.01.2002 | Isamaaliit     |
| Sozialminister                      | Eiki Nestor          | 25.03.1999–28.01.2002 | Mõõdukad       |
| Verkehrs- und Infrastrukturminister | Toivo Jürgenson      | 25.03.1999–28.01.2002 | Isamaaliit     |
| Außenminister                       | Toomas Hendrik Ilves | 25.03.1999–28.01.2002 | Mõõdukad       |
| Minister ohne Geschäftsbereich      | Toivo Asmer          | 25.03.1999–28.01.2002 | Reformierakond |
| Ministerin ohne Geschäftsbereich    | Katrin Saks          | 25.03.1999–28.01.2002 | Mõõdukad       |